# Air Century
Air Century – dominikańska czarterowa linia lotnicza z siedzibą w Santo Domingo.

## Flota
- 4 BAe Jetstream 31
- 2 Embraer 120
- 2 Cessna 401 Air Century at STI
- 1 Cessna Citation II
- 2 Dassault Falcon 20